# Marcel Costes
Marcel Costes (né le 5 octobre 1935 et mort le 27 mai 2013 à Figeac) est un homme politique français qui a été sénateur du département du Lot.

## Biographie
Artisan carrossier, il est sénateur socialiste du Lot de 1983 à 1992, conseiller général du canton de Figeac-ouest de 1974 à 1992 et 1er adjoint au maire de Figeac de 1977 à 1995.

## Détail des fonctions et des mandats
Mandat parlementaire
- 25 septembre 1983 - 1er octobre 1992 : Sénateur du Lot

Mandats locaux:
- Conseiller municipal de Figeac (1971-1977);

- 1er adjoint au maire de Figeac (1977-1995);

$Conseiller général du canton de Figeac-Ouest (1974-1992).